# Sono Yo no Tsuma
Sono Yo no Tsuma (その夜の妻, Sono Yo no Tsuma, lit. "esposa naquela noite") (bra: A Esposa de uma Noite ou Mulher de uma Noite) é um filme japonês de drama e crime de 1930, dirigido por Yasujirō Ozu. O filme é estrelado por Tokihiko Okada, Tatsuo Saitō, Chishū Ryū, Emiko Yagumo e Tōgō Yamamoto em papéis principais.

## Sinopse
Um homem, Shuji Hashizume, rouba um banco enquanto armado e deixando uma mancha de mão ensanguentada ao fugir da polícia. Em outro lugar, um médico atende uma jovem chamada Michiko e avisa à mãe da menina, Mayumi, que Michiko pode não sobreviver durante a noite; se ela continuar viva, entretanto, a pior fase de sua doença terá passado. A criança acorda e pergunta pelo pai, mas Mayumi avisa que ele saiu em busca de dinheiro para comprar os remédios da menina.
Shuji escapa por pouco dos policiais e chama um médico em uma cabine telefônica. Descobre-se que Shuji é o pai de Michiko, com o médico informando-o que Michiko está em estado crítico e que ele deveria voltar para casa imediatamente. Shuji pega um táxi para casa e se reúne com sua esposa e filha, dando a elas, sem que saibam, o dinheiro que roubou. Quando Mayumi deduz que ele roubou aquele dinheiro, Shuji afirma que, devido ao estado de pobreza da família, ele não teve escolha, e diz a ela que quando Michiko se recuperar ele se entregará à polícia.

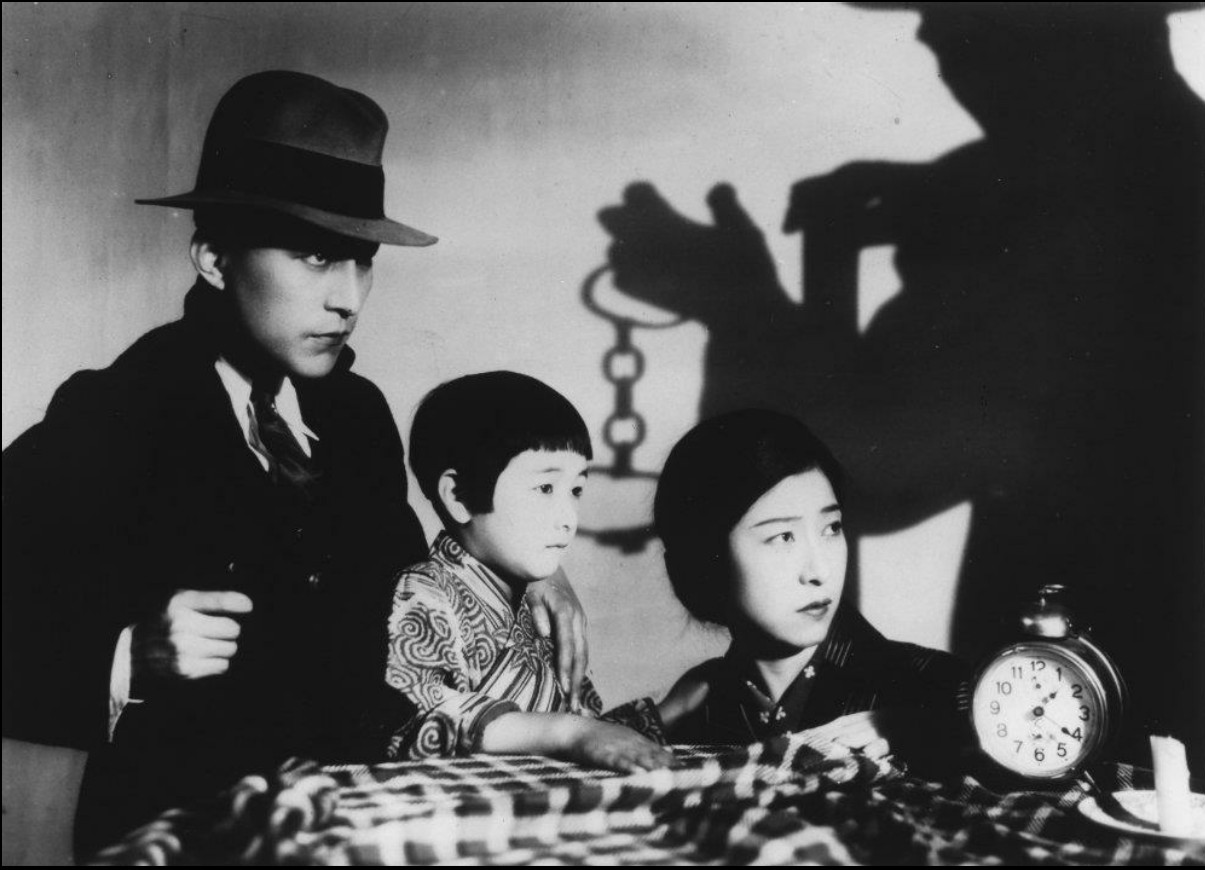
Os atores (da esquerda à direita) Tokihiko Okada, Mitsuko Ichimura e Emiko Yagumo

O detetive Kagawa entra à força no apartamento ao mesmo tempo em que Shuji tenta se esconder. Apesar dos protestos de Mayumi de que todas essas atitudes estão assustando sua filha, Kagawa revela que estava dirigindo o táxi que levou Shuji para casa no intuito de prendê-lo. Quando Kagawa está prestes a encontrar Shuji, Mayumi pega a arma do marido e ameaça Kagawa, desarmando-o. Shuji se recusa a escapar, não querendo deixar Michiko, e com Mayumi afirmando que os quatro deveriam ficar no apartamento até que Michiko se recupere, momento em que o detetive pode levar Shuji à polícia.
Durante a noite, enquanto vigiava Kagawa, Mayumi adormece. Quando ela acorda, a mulher descobre que Kagawa tirou suas armas; onde ele simplesmente diz a ela para descansar um pouco mais até que o médico chegue pela manhã. O médico finalmente chega e confirma que Michiko já passou da fase crítica e, com o tempo, irá melhorar. Depois que ele sai, Mayumi percebe que Kagawa adormeceu e ajuda Shuji a escapar do apartamento.

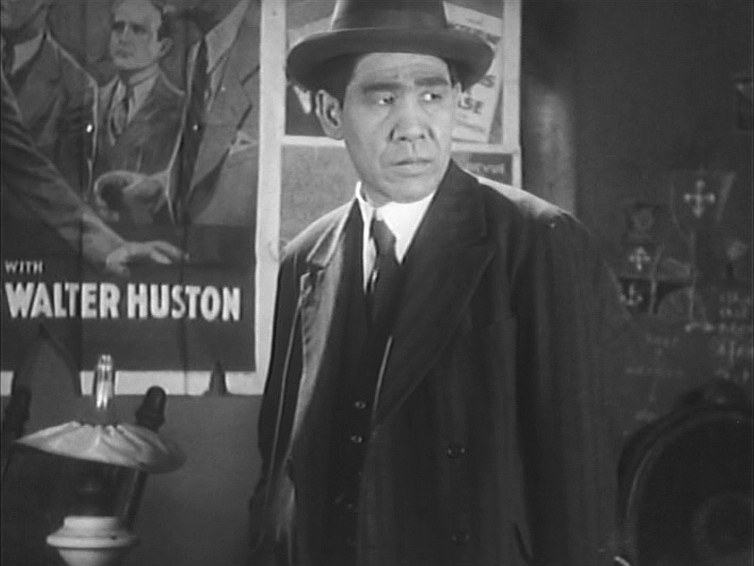
Tōgō Yamamoto como o detetive Kagawa

Voltando ao apartamento, ela descobre que Kagawa acordou. Quando ele está indo embora, Shuji fica o esperando do lado de fora, para se entregar ao detetive. Ele se despede de Michiko, que ainda está dormindo, e de Mayumi, antes de ele e Kagawa partirem. Michiko acorda no momento em que eles estão saindo, e Kagawa e Shuji compartilham um cigarro já na rua enquanto esposa e filha acenam em despedida a eles, da janela do apartamento, conforme os dois caminham para à delegacia.

## Elenco
- Mitsuko Ichimura como Michiko, filha de Shuji e Mayumi[7]
- Tokihiko Okada como Shuji Hashizume, pai de Michiko e marido de Mayumi
- Chishū Ryū como policial
- Tatsuo Saitō como Suda, médico da família[8]
- Emiko Yagumo como Mayumi, mãe de Michiko e esposa de Shuji
- Tōgō Yamamoto como detetive Kagawa[9]